# Merremia bambusetorum
Merremia bambusetorum är en vindeväxtart som beskrevs av Kerr. Merremia bambusetorum ingår i släktet Merremia och familjen vindeväxter. Inga underarter finns listade i Catalogue of Life.